# Attentat du monastère d'Ekayana
 (juin 2020).
L'attentat du monastère d'Ekayana est une attaque terroriste qui s'est produite le 4 août 2013 à 18h53 à Jakarta, en Indonésie. Elle visait un monastère bouddhiste nommé Ekayana à Jakarta. L'attentat a fait trois blessés.